# Bodo Bockenauer
Bodo Bockenauer, né le 22 décembre 1940 à Berlin, est un patineur artistique allemand, triple champion est-allemand entre 1960 et 1962. Il patine à partir de 1964 pour l'Allemagne de l'Ouest.

## Biographie

### Carrière sportive
Bodo Bockenauer est le fils du gymnaste Erich Bockenauer. Il est entraîné par Inge Wischnewski au sein du club de Berlin, le SC Dynamo Berlin. Il est triple champion d'Allemagne de l'Est en 1960, 1961 et 1962.
Il représente l'Allemagne de l'Est à quatre championnats européens (1959 à Davos, 1960 à Garmisch-Partenkirchen, 1961 à Berlin-Ouest et 1962 à Genève), un mondial (1962 à Prague) et aux Jeux olympiques d'hiver de 1960 à Squaw Valley.
Bodo Bockenauer fait défection en Allemagne de l'Ouest le 20 décembre 1963 à Berlin-Ouest, peu après son arrivée à une compétition de qualification de l'équipe unifiée allemande pour les Jeux olympiques d'hiver de 1964 à Innsbruck.
Bien qu'il ait initialement eu l'intention de participer à un spectacle sur glace, Bodo Bockenauer décide finalement de poursuivre sa carrière sportive pour l'Allemagne de l'Ouest, au sein du club d'Augsbourg en Bavière (Augsburger EV). Il remporte deux médailles nationales en 1965 (le bronze) et 1966 (l'argent), et représente son nouveau pays au mondial de 1966 à Davos.

### Reconversion
Après la fin de sa carrière sportive en 1967, il devient patineur professionnel et remporte les championnats du monde professionnels de 1967.
Bodo Bockenauer devient entraîneur de patinage artistique en 1968 au SC Küsnacht dans le canton de Zurich en Suisse.

## Palmarès
| Compétitions principales                          | 1959 | 1960 | 1961 | 1962 | 1963 | 1964 | 1965 | 1966 | 1967 |
| Jeux olympiques d'hiver                           |      | 16e  |      |      |      |      |      |      |      |
| Championnats du monde                             |      |      |      | 11e  |      |      |      | 20e  |      |
| Championnats d’Europe                             | 13e  | 15e  | 8e   | 6e   |      |      |      |      |      |
| Championnats d'Allemagne de l'Est                 | CA   | 1er  | 1er  | 1er  | F    |      |      |      |      |
| Championnats d'Allemagne de l'Ouest               |      |      |      |      |      |      | 3e   | 2e   | 6e   |
| Légende : F = Forfait ; CA = Championnats annulés |      |      |      |      |      |      |      |      |      |